# Marie Bardet
Marie Bardet es una autora, docente, investigadora, filósofa, bailarina, coreógrafa y performer francesa residente en Buenos Aires, Argentina. Su producción se sitúa en el cruce la filosofía, las ciencias sociales, pensamiento feminista y queer, y las prácticas corporales y artísticas en danza. Es parte de la Escuela Interdisciplinaria de Altos Estudios Sociales de la Universidad Nacional de General San Martín y directora de la maestría en Prácticas Artísticas Contemporáneas de la Escuela de Arte y Patrimonio-UNSAM. También forma parte del grupo de investigación Soma&Po de la Universidad de París VIII. Publicó diversas obras, entre ellas: Pensar con mover (2012), Perder la cara (2021) y Una paradoja moviente: Loïe Fuller (2021).

## Ámbito académico
Estudio Filosofía en la Universidad de París VIII, en Francia, y logró doctorarse. También estudió Ciencias Sociales y se doctoró en esa especialidad en la Universidad de Buenos Aires, Argentina. Es investigadora postdoctoral en el Consejo Nacional de Investigaciones Científicas y Técnicas, en Argentina. Forma parte de los grupos de investigación LLCP y Soma&Po (Universidad de París VIII), Cuerpos y Bienes (IDAES-UNSAM–Paris 8–Paris 7) y Proyecto IDEA-USACH Chile como investigadora.

## Producción teórica
En el cruce entre los campos de la filosofía de la danza, las ciencias sociales y el pensamiento feminista y queer aborda las prácticas improvisación, la temporalidad y decisión en dichas prácticas, las prácticas somáticas, los gestos y pensamientos desde un posicionamiento crítico con el dualismo cuerpo y mente. Para ello, dialoga con la producción teórica de, entre otros: Nietzsche, Bergson, Deleuze, Rancière, Nancy, Badiou, Valéry, Woolf, Butler y Haraway.

## Obras
- 2012, Pensar con mover [8]
- 2019, Hacer mundos con gestos [1]
- 2021, Perder la cara [1]
- 2021, Una paradoja moviente: Loïe Fuller [1]